# Värnpliktskrisen i Kanada 1917

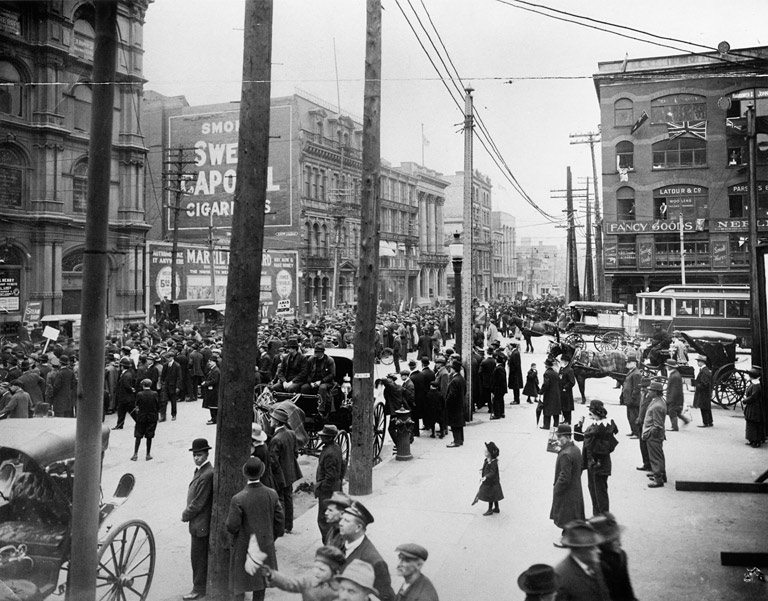
En demonstration mot värnplikten i Montreal den 17 maj 1917

Värnpliktskrisen i Kanada 1917 (engelska: Conscription Crisis of 1917, franska: Crise de la conscription de 1917) var en politisk och militär kris i Kanada under första världskriget. Bakgrunden till krisen var att Kanada dragits in som en stridande part i världskriget automatiskt då Storbritannien deklarerat krig mot Tyskland, men att relativt få fransktalande kanadensare anmält sig frivilligt till militärtjänst. En förklaring till motviljan var att de fransktalande skrevs in i regementen som kommenderades och verkade helt på engelska och där de fransktalande katolska rekryterna befann sig i minoritet bland engelsktalande protestanter. Läget mellan fransk- och engelsktalande var generellt spänt i Kanada efter införande av särskilda språkregler i Ontario några år tidigare, det så kallade Regulation 17, som gav franskan en klart underordnad roll. De tidigare existerande fransktalande förbanden sattes avsiktligt inte upp av Kanadensiska försvarsledningen. Som ett sätt att nå rekryteringsmålet skapades till sist en fransktalande enhet, Royal 22nd Regiment eller Royal 22e Régiment. Generellt fanns ett stöd för ett ingripande i kriget även bland franskspråkiga vilket kom till uttryck i exempelvis ledarsidor i franskspråkiga tidningar även om språkgruppen fortsatte att vara kraftigt underrepresenterade bland de frivilliga. 

## Allmän värnplikt
Efter inledande framgångsrik rekrytering av omkring 300 000 kanadensiska frivilliga avtog inskrivningstakten kraftigt när kriget gick i stå och det stod klart att det skulle bli långvarigt. Efter stora förluster för de kanadensiska trupperna i den mycket blodiga brittiskledda offensiven vid Slaget vid Somme fanns stort behov av större inskrivningar. Den kanadensiska regeringen under ledning av premiärminister Robert Borden beslöt därför 1917 att införa allmän värnplikt, något som ledde till våldsamma protester, främst bland fransktalande. Samma år hölls val till det kanadensiska parlamentet där de konservativa och liberala partierna som stöttade värnpliktslagarna fick ett kraftigt stöd i de engelsktalande områdena medan det fransktalande liberala partiet som öppet motsatte sig värnplikten var mycket frangångsrikt i de franskspråkiga delarna av landet. 
När lagen om allmän värnplikt sattes i kraft och inkallandet av soldater inleddes 1918 satte det ny glöd till de fransktalandes separatistiska strävanden. Många i den fransktalande delen av Kanada tyckte inte att de hade någon lojalitet mot vare sig Storbritannien eller Frankrike, utan enbart mot hemprovinsen Quebec. Kravaller bröt ut på gatorna. Motståndet växte kraftigt även bland de engelsktalande. I slutänden skrevs endast 125 000 man in under de nya värnpliktsreglerna och bara 25 000 man hann sändas till fronten innan kriget tog slut och grunden för oron lade sig. Motsättningarna mellan språkgrupperna och den ökade nationalismen i Quebec kvarstod dock efter kriget på många sätt.